# Palaemon antrorum
Palaemon antrorum, còn được gọi là tôm hang động Balcones và tôm hang động Texas, là một loài tôm Palaemonidae đặc hữu bang Texas. Nó được liệt kê là loài nguy cấp trong sách đỏ, là được xác định là loài quan tâm bởi Đạo luật loài nguy cơ Hoa Kỳ.
Địa điểm sinh sống điển hình của nó là một giếng phun nay là khu trường sở Đại học bang Texas San Marcos ở San Marcos, Texas. Nó cũng được ghi nhận từ Edwards Aquifer phía tây của quận Uvalde.